# ديزي غاردنر
ديزي غاردنر (بالإنجليزية: Daisy Gardner)‏ هي كاتبة سيناريو أمريكية، ولدت في 24 سبتمبر 1976 في كولورادو سبرينغس في الولايات المتحدة.

## وصلات خارجية
- ديزي غاردنر على موقع IMDb (الإنجليزية)
- ديزي غاردنر على موقع ألو سيني (الفرنسية)
- ديزي غاردنر على موقع قاعدة بيانات الفيلم (الإنجليزية)
- ديزي غاردنر على موقع كينوبويسك (الروسية)